# Фуђен
Фуђен је приморска кинеска покрајина на југоистоку земље. Фуђен заузима површину од 121.400 км², а у покрајини је 2009. живело 44.096.500 становника. Главни град је Фуџоу. 
Фуђен је једна од богатијих кинеских покрајина, али најсиромашнија од оних које су уз обалу мора. БДП је 2008. износио 155 милијарде долара, што даје 4.320 долара по глави становника. 